# Kabupaten des Moluques du Sud-Est
Pour les articles homonymes, voir Moluques (homonymie).

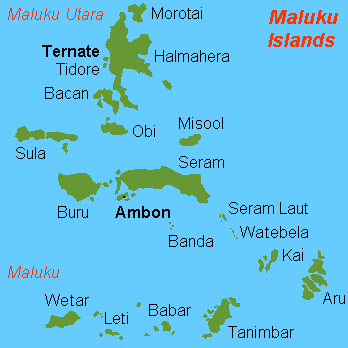
Les Moluques du Sud-Est en Indonésie orientale (en bas à droite, "Kai" et "Aru")

Le kabupaten des Moluques du Sud-Est, en indonésien Kabupaten Maluku Tenggara, est un kabupaten de la province indonésienne des Moluques. Son chef-lieu est Langgur.

## Subdivisions administratives
Le kabupaten est constitué de 6 districts :
1. Kei Kecil ;
2. Kei Kecil Barat ;
3. Kei Kecil Timur ;
4. Kei Besar ;
5. Kei Besar Utara Timur ;
6. Kei Besar Selatan.

## Géographie
Le kabupaten est situé entre 5° et 6° de latitude sud et entre 131° et 133,5° de longitude est. Il est bordé :
- Au nord par la Nouvelle-Guinée occidentale,
- À l’est par les îles Aru,
- Au sud par la mer d'Arafura,
- À l’ouest par la mer de Banda,
- Au sud-ouest par les îles Tanimbar.

Le kabupaten des Moluques du Sud-Est est constitué de l’archipel des îles Kei, qui comprend les petites îles Kei ou Kei Kecil, qui couvrent 2 468 km², et l’île de la Grande Kei ou Kei Besar, qui a une superficie de 581 km².
La superficie totale du kabupaten est de 4 049 km², la partie maritime étant 7,6 fois plus vaste que la partie terrestre.
Les îles de Kei Kecil et Dullah sont plates, avec un point culminant à 115 m au-dessus du niveau de la mer. L’île de Kei Besar est montagneuse, avec des altitudes variant entre 500 et 800 m, et comme point culminant le mont Dab et une étroite bande côtière.

## Histoire
À l’époque coloniale des Indes néerlandaises, les Moluques du Sud-Est constituaient une recht streek bestuurde gebieden (district) au sein d’une residentie (circonscription administrative) des Moluques du Sud dont la capitale était Ambon.
En 1894, Tual devient le chef-lieu de l’onder afdeling (sous-district) des îles Kei, sous la responsabilité d’un assistent resident.
Le kabupaten des Moluques du Sud-Est est créé en 1951, avec Tual comme chef-lieu.
En 2000, il est divisé en deux par détachement d’un nouveau kabupaten, les Moluques du Sud-Est occidentales.
En 2003, les Moluques du Sud-Est ont de nouveau été divisées en deux par détachement d'un nouveau kabupaten, les îles Aru.

## Transport

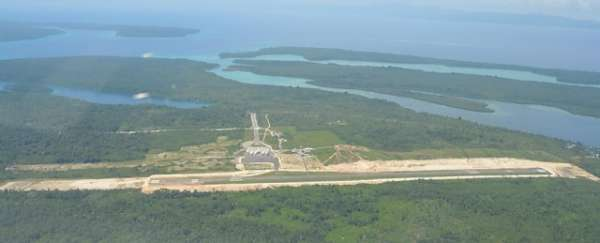
Vue aérienne de l'aéroport Dumatubun de Langgur